# Makrosoziologie
Makrosoziologie ist derjenige Teil der Soziologie, der sich mit der Makroebene und Makrodaten von Gesellschaften befasst. Pendant ist die Mikrosoziologie.

## Allgemeines
Während die Makrosoziologie die Formen der Vergesellschaftung untersucht, befasst sich die Mikrosoziologie mit Formen der Vergemeinschaftung. Bei der Vergesellschaftung stehen die Individuen ganz überwiegend in indirekten Beziehungen zueinander (internationale Organisationen, Weltgesellschaft), bei der Vergemeinschaftung gibt es unmittelbare Kontakte wie etwa die soziale Beziehung bei Partnerschaften (Mikroebene).
Die Makrosoziologie hat Kollektive wie die Gesellschaft schlechthin zum Gegenstand, insofern diese als ein Gefüge oder eine Figuration von Sozialgebilden begriffen wird, die auf allgemein vorfindbare Muster (englisch patterns) gegründet sind und nicht notwendig von unmittelbaren Wechselbeziehungen der Mitglieder abhängen wie das bei (Klein-)Gruppen der Fall ist.
Mithin fallen der Makrosoziologie als Gegenstand alle die sozialen Gebilde zu, die dem Begriff des stabilen und institutionalisierten bzw. ritualisierten sozialen Systems entsprechen und mit Max Weber als Verbände bezeichnet werden können. Ihr Zusammenhalt beruht auf einer von allen Teilnehmern gemeinsam anerkannten Vorstellung von der Ordnung des Verbandes. Im Gegensatz zu den Gruppen im engeren Sinn bezieht sich das soziale Handeln in solchen Verbänden also nicht auf einzelne Akteure, sondern auf eine abstrakte, gedachte Ordnung, die den normativen Charakter sozialer Normen trägt.

## Methoden
„Makrosoziologie“ wird hierfür aufgefasst als die Erforschung der Interdependenz von Teilen, die zusammen ein Ganzes ausmachen.
Es werden dabei oft grundsätzliche methodologische Fragen gestellt, die aber bei der konkreten Anwendung der betreffenden Methoden ausgeschaltet bleiben können:
- Sind Individuen als Mikro-Einheiten irgendwie fundamentaler als irgendeine Makroeinheit?
- Werden Individuen, wenn sie als Konfigurationen von ausgewählten Eigenschaften behandelt werden, lediglich als Punkte in einem abstrakten mehrdimensionalen Raum dargestellt?
- Läuft die Operation, die „verstehende Interpretation“ genannt wird, lediglich darauf hinaus, eine Wahrscheinlichkeitsverteilung gegenüber einer anderen zu bevorzugen?

Für Makrosoziologen nützliche Methoden umfassen:
1. Vergleichende Betrachtung von statistischen Verteilungen
2. Beschreibung und Analyse der Struktur, des Funktionierens und der Entwicklung des wechselseitigen Zusammenhangs von Teilen eines Ganzen;
3. Aggregierende Analyse von besonderen Teilen (z. B. Individuen, Familien, Organisationen) in statischer und dynamischer Hinsicht.

## Ansätze
Wichtige Vertreter makrosoziologischer Theorieansätze sind unter anderem:
- Karl Marx, Ludwig Gumplowicz, Ferdinand Tönnies, Max Weber, Amitai Etzioni, Pierre Bourdieu;
- Strukturalistische Theorien (Émile Durkheim, Claude Lévi-Strauss);
- Poststrukturalistische Ansätze (Michel Foucault);
- Soziologische Systemtheorien (Talcott Parsons, Niklas Luhmann).